# Тріятно
Тріятно  (індонез. Triyatno, 20 грудня 1987) — індонезійський важкоатлет, олімпійський медаліст.

## Виступи на Олімпіадах
| Олімпіада   | Дисципліна | Місце |
| ----------- | ---------- | ----- |
| Пекін 2008  | до 62 кг   | 3     |
| Лондон 2012 | до 69 кг   | 2     |